# 比塞 (石勒苏益格-荷尔斯泰因州)
比塞是德国石勒苏益格－荷尔斯泰因州的一个市镇。总面积9.27平方公里，总人口176人，其中男性85人，女性91人（2011年12月31日），人口密度19人/平方公里。